# Monika Sus
Monika Ewa Sus (ur. 1980) – polska politolożka, doktor habilitowana, profesor Hertie School of Governance i Instytutu Studiów Politycznych Polskiej Akademii Nauk.

## Życiorys
Jest absolwentką Akademii Ekonomicznej im. Oskara Langego we Wrocławiu (2004 – stosunki międzynarodowe w zakresie handlu zagranicznego) i Uniwersytetu Wrocławskiego (2004 – stosunki międzynarodowe w zakresie niemcoznawstwa). 29 września 2009 obroniła na Uniwersytecie Wrocławskim napisaną pod kierunkiem Tadeusza Lebiody pracę doktorską Doradztwo w polityce zagranicznej Polski i Niemiec. Między nauką a polityką, następnie uzyskała stopień doktora habilitowanego. W 2021 habilitowała się w Instytucie Studiów Politycznych PAN w dziedzinie nauk społecznych, dyscyplina nauki o polityce i administracji, przedstawiwszy dzieło Polityka zagraniczna i bezpieczeństwa Unii Europejskiej po 2009 r. z perspektywy instytucjonalizmu i studiów nad przyszłością.
Jej zainteresowania badawcze obejmują takie zagadnienia jak: polityka zagraniczna, bezpieczeństwa i obrony Unii Europejskiej, procesy decyzyjne w Unii Europejskiej, przewidywanie polityczne i metoda scenariuszowa w stosunkach międzynarodowych, polityka zagraniczna Polski i Niemiec.
Pracowała m.in. w Centrum Studiów Niemieckich i Europejskich im. Willy Brandta Uniwersytetu Wrocławskiego (2009–2015), w Hertie School of Governance (2015–2019, 2022–2024), oraz w Instytucie Studiów Politycznych Polskiej Akademii Nauk (od 2019).